# أشلي سميث
أشلي سميث (بالإنجليزية: Ashley Smith)‏ هو لاعب اتحاد الرغبي بريطاني، ولد في 13 فبراير 1987 في كارليون في المملكة المتحدة.

## وصلات خارجية
- أشلي سميث عل موقع إسبنسكروم (الإنجليزية)
- أشلي سميث على موقع ItsRugby.co.uk (الإنجليزية)